# District de South 24 Parganas
Le district de South 24 Parganas  (hindi : দক্ষিণ চব্বিশ পরগণা জেলা) est un district  de l'état du Bengale-Occidental, en Inde,

## Géographie
Au recensement de 2011, sa population compte 8 153 176 habitants.
Son chef-lieu est la ville de Alipore. 

La carte de districts

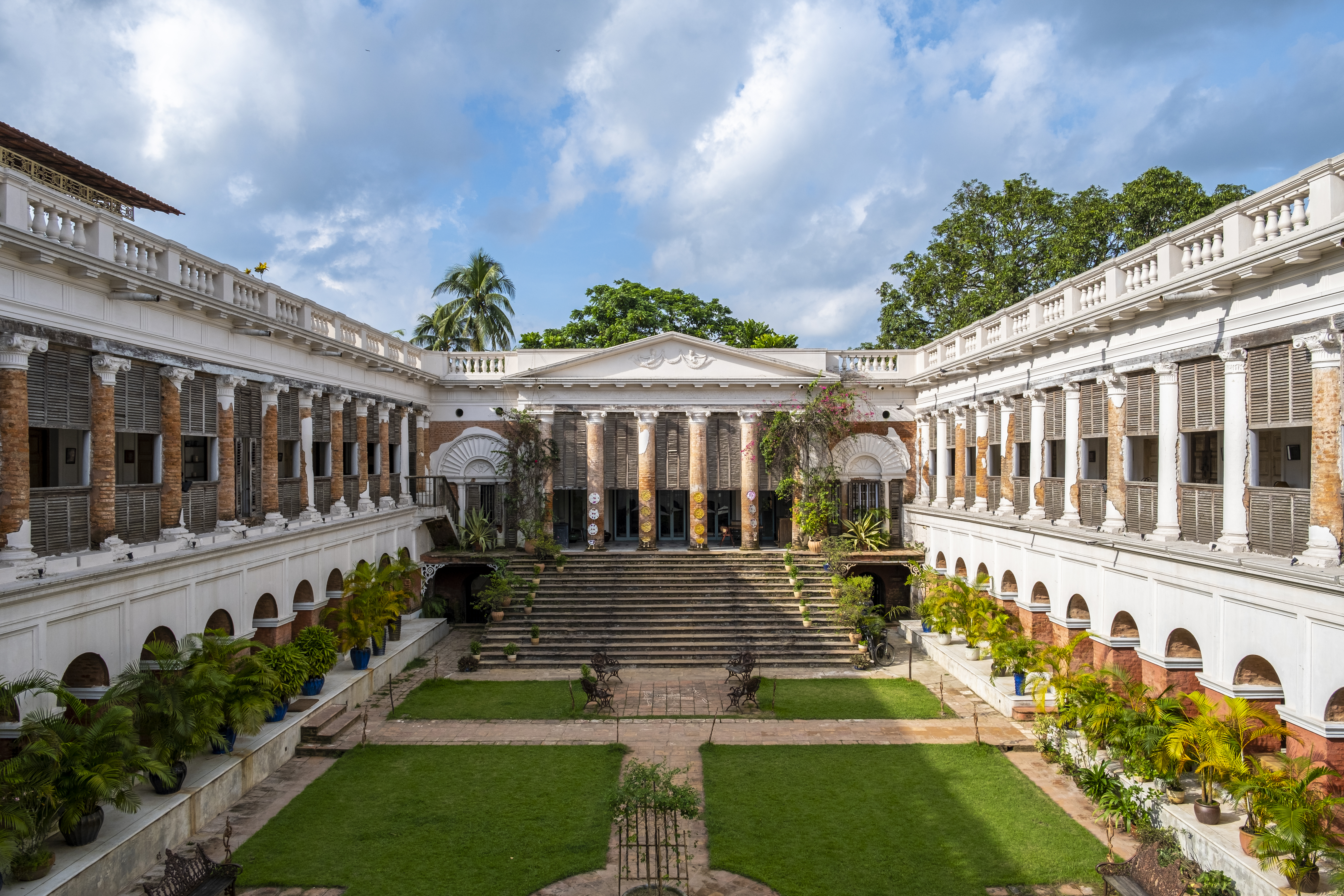
Le palace Zamindar, aujourd'hui un hotel, dans le district de South 24 Parganas. Septembre 2020.